# Storia di Palau
I primi abitanti di Palau, probabilmente giunti dall'Indonesia, si stabilirono sulle isole intorno al 1000 a.C.
Nel 1543 l'esploratore spagnolo Ruy López de Villalobos fu il primo europeo a visitare Palau, ma i primi tentativi europei di stanziamento e commercio con i locali si ebbero solo nel XVIII secolo, ad opera dei britannici. La Spagna colonizzò le isole nel XVIII secolo, ma poi le vendette alla Germania nel 1899.
Il Giappone occupò Palau allo scoppio della prima guerra mondiale ed ottenne un mandato di controllo fino alla fine della seconda guerra mondiale, quando le isole furono cedute agli Stati Uniti quale parte del Territorio in amministrazione fiduciaria delle isole del Pacifico (Trust Territory of the Pacific Islands).
Nel 1979 i paluani votarono contro l'unione con gli Stati Federati di Micronesia, optando per l'indipendenza.
Dopo un lungo periodo di transizione, durante il quale si ebbero le morti violente di ben due presidenti (Haruo Remeliik, assassinato nel 1985, e Lazarus Salii, suicidatosi nel 1988), l'indipendenza arrivò nel 1994.